# Willowmore
Willowmore es una ciudad en el municipio del Distrito Municipal de Sarah Baartman en la provincia del Cabo Oriental de Sudáfrica.
La ciudad está situada a 140 km al noreste de Knysna y a 117 km al suroeste de Aberdeen. Fue construido en 1862 en la finca The Willows. No se sabe si el nombre se deriva del nombre de esta granja y del de su propietario, William Moore, o del apellido de soltera de Petronella Catharina Lehmkuhl y un sauce cerca de su casa.